# Lukas Greiderer
Lukas Greiderer (Hall in Tirol, 8 de julio de 1993) es un deportista austríaco que compite en esquí en la modalidad de combinada nórdica.
Participó en los Juegos Olímpicos de Pekín 2022, obteniendo una medalla de bronce en la prueba de trampolín normal + 10 km.
Ganó tres medallas en el Campeonato Mundial de Esquí Nórdico, en los años 2021 y 2023.

## Palmarés internacional
| Juegos Olímpicos   | Juegos Olímpicos      | Juegos Olímpicos  | Juegos Olímpicos           |
| Año                | Lugar                 | Medalla           | Prueba                     |
| ------------------ | --------------------- | ----------------- | -------------------------- |
| 2022               | Pekín (China)         | Medalla de bronce | TN + 10 km individual      |
| Campeonato Mundial |                       |                   |                            |
| Año                | Lugar                 | Medalla           | Prueba                     |
| 2021               | Oberstdorf (Alemania) | Medalla de oro    | TG + 2 × 7,5 km por equipo |
| 2021               | Oberstdorf (Alemania) | Medalla de bronce | TN + 4 × 5 km por equipo   |
| 2023               | Planica (Eslovenia)   | Medalla de bronce | TG + 4 × 5 km por equipo   |